# Абуладзе, Яго Джумберович
Яго Джумберович Абуладзе (груз. იაგო აბულაძე; род. 16 октября 1997) — российский дзюдоист грузинского происхождения, чемпион мира, призёр чемпионатов Европы, мастер спорта России. Живёт в Щёлково (Московская область). Выступал в весовых категориях до 60 и 66 кг. Чемпион России среди юниоров 2015 года. Чемпион России среди молодёжи 2016 и 2017 годов. Чемпион (2018 год) и серебряный призёр (2017) первенств Европы среди молодёжи. Победитель и призёр этапов Кубка Европы среди взрослых.
В июне 2021 года на чемпионате мира, который состоялся в столице Венгрии Будапеште, российский спортсмен завоевал золотую медаль в весовой категории до 60 кг, став чемпионом мира, победив в финале спортсмена из Казахстана Гусмана Кыргызбаева.